# Лайза Новак
Лайза Мария Новак (на английски: Lisa Marie Nowak) e американски офицер от USN и астронавт на НАСА, участник в един космически полет.

## Образование
Лайза Новак завършва колежа Charles W. Woodward High School в Мериленд през 1981 г. През 1985 г. се дипломира като бакалавър по аерокосмическо инженерство във Военноморската академия на САЩ, Анаполис, Мериленд. През 1992 г. става магистър по същата специалност в Института за следдипломна квалификация на USN, Монтерей, Калифорния.

## Военна кариера
Лайза Новак постъпва на служба в USN след дипломирането си през 1985 г. През 1987 г. става командир на полети в тренировъчна ескадрила 86 (VT-86), базирана в Пенсакола, Флорида. През 1993 г. завършва школа за тест пилоти в Мериленд. Остава на служба в школата като офицер по поддръжката на авиационните системи на изтребителите F-18 Хорнет и А-6 Интрюдър. В кариерата си има над 1500 часа изпитателни полети на 30 различни типа летателни апарати.

## Служба в НАСА
Лайза Новак е избрана за астронавт от НАСА на 1 май 1996 година, Астронавтска група №16. Участва в един космически полет.

### Полет
Лайза Новак лети в космоса като член на екипажа на мисия STS-121:
| Космически полет на Лайза Мария Новак                          | Космически полет на Лайза Мария Новак | Космически полет на Лайза Мария Новак | Космически полет на Лайза Мария Новак | Космически полет на Лайза Мария Новак | Космически полет на Лайза Мария Новак | Космически полет на Лайза Мария Новак |
| №                                                              | Дата                                  | КК                                    | Емблема на мисията                    | Функции                               | Продължителност                       |                                       |
| -------------------------------------------------------------- | ------------------------------------- | ------------------------------------- | ------------------------------------- | ------------------------------------- | ------------------------------------- | ------------------------------------- |
| 1                                                              | 4 юли 2006                            | „Дискавъри“, мисия STS-121            |                                       | Специалист на мисията                 | 12 денонощия 18 часа 37 мин. 54 сек.  |                                       |
| Сумарно време в космоса – 12 денонощия 18 часа 37 мин. 54 сек. |                                       |                                       |                                       |                                       |                                       |                                       |

## Уволнение
На 5 февруари 2007 г. Лайза Новак е арестувана на международното летище в Орландо, Флорида. Предявени са ѝ обвинения в опит за отвличане, нанасяне на побой с телесни повреди, кражба на автомобил и унищожаване на улики. По-късно е обвинена и в опит за убийство на капитана от USAF Колин Шипман, подозирана от Новак за интимна връзка с приятеля ѝ, астронавта от НАСА Уилям Офелейн. Новак е следствена до ноември 2009 г., след което е осъдена на една година условно. Като смекчаващи вината обстоятелства са изтъкнати отличната ѝ служба, фактът, че е направила пълни самопризнания и е поднесла извиненията си на Колин Шипман. Заедно с Уилям Офелейн са уволнени от НАСА на 8 март 2007 г. – първи такъв случай в историята на агенцията. Л. Новак се завръща на активна служба в USN на 7 март 2007 г. (по взаимно споразумение между НАСА и USN), но е отстранена от длъжност, докато продължава съдебния процес срещу нея. На 20 август 2010 г. е уволнена дисциплинарно от флота и понижена с една офицерска степен: от капитан – на командир. След като скандалът получава широка гласност, съпругът ѝ Ричард Новак подава молба за развод и родителско право върху трите им деца.

## Награди
- Медал за похвална служба;
- Медал за похвала на USN;
- Медал за постижения на USN.